# Estação Barajas

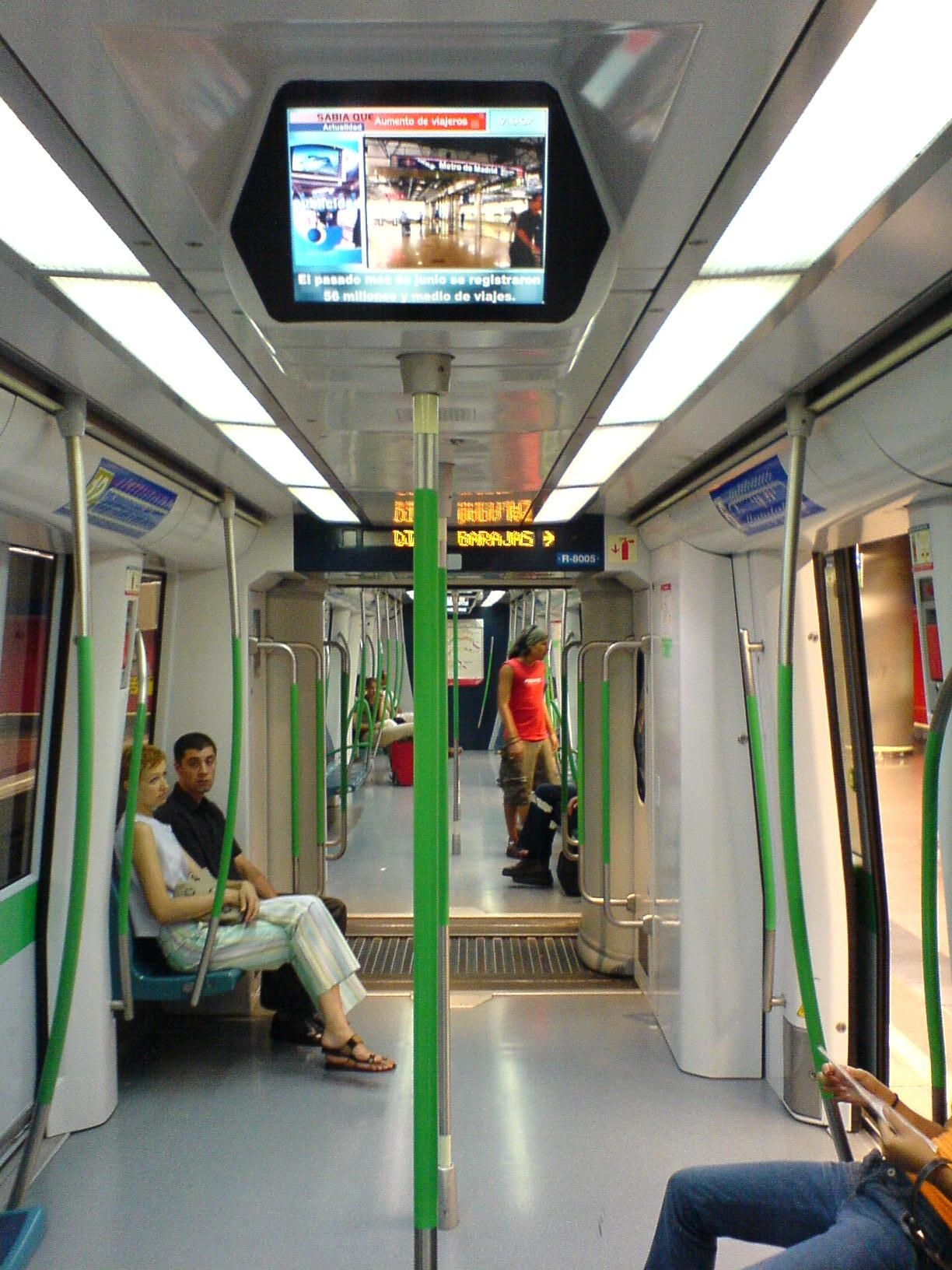
Vagão parado na Estação Barajas.

Barajas é uma estação da Linha 8 do Metro de Madrid.